# Nina Davuluri
Nina Davuluri, née le 20 avril 1989 à Syracuse (New York), aux États-Unis, est une oratrice et une militante américaine. Elle anime l'émission Made in America, sur la chaîne Zee TV. Elle est couronnée Miss America 2014.

## Source de la traduction
- (en) Cet article est partiellement ou en totalité issu de l’article de Wikipédia en anglais intitulé « Nina Davuluri » (voir la liste des auteurs).